# Molly Peters
Molly Peters (Walsham-le-Willows, Suffolk, 1942. március 15. – 2017. május 30.) angol színésznő.

## Filmjei
- Peter Studies Form (1964, rövidfilm)
- Tűzgolyó (Thunderball) (1965)
- Das Geheimnis der gelben Mönche (1966)
- Das Experiment (1966, tv-film)
- Armchair Theatre (1967, tv-sorozat, egy epizódban)
- Baker's Half-Dozen (1967, tv-sorozat, egy epizódban)
- The Spinner (1968)